# Bur Blang Dedep
Bur Blang Dedep är ett berg i Indonesien.   Det ligger i provinsen Aceh, i den västra delen av landet, 1 500 km nordväst om huvudstaden Jakarta. Toppen på Bur Blang Dedep är 2 721 meter över havet, eller 649 meter över den omgivande terrängen. Bredden vid basen är 13,4 km.
Terrängen runt Bur Blang Dedep är bergig åt nordost, men åt sydväst är den kuperad. Runt Bur Blang Dedep är det glesbefolkat, med 12 invånare per kvadratkilometer. Det finns inga samhällen i närheten. I omgivningarna runt Bur Blang Dedep växer i huvudsak städsegrön lövskog.